# Академично трио
„Академично трио“ е камерен ансамбъл, основан през 1937 г. в София. Съставът му включва Христо Обрешков – цигулка, Константин Попов – виолончело и Димитър Ненов – пиано.
Триото изнася първоначално концерти по радиото, а през май 1938 г. предприема турне из Северна България. Първото му публично концертиране е в Русе. Изнасят концерти в България и Берлин, Бреслау, Мюнхен, Залцбург и други градове в Австрия, Германия и Чехословакия.
В репертоара са им всички триа от Моцарт и Бетовен, както и триа от Хайдн, Брамс, Шуман, Менделсон, Александър Гречанинов, Антон Аренски, Любомир Пипков, Георги Златев-Черкин и др. След смъртта на Христо Обрешков през 1946 г., в него се включва Петър Христосков. През 1947 г. триото преустановява дейността си.